# Três Coroas
Três Coroas egy község (município) Brazília Rio Grande do Sul államában, a Paranhana-völgyben. Népességét 2021-ben 28 948 főre becsülték.

## Elnevezése
A três coroas jelentése „három korona”, és egy impozáns fenyőfára utal, amelynek hármas lombkoronája volt. Ezt a nevet csak 1944-től viseli, a település (később kerület) korábban a Linha dos Últimos Alemães, Colônia de Santa Maria de Cima, majd a Santa Maria do Mundo Novo (később egyszerűen Mundo Novo) neveket viselte.

## Története
Térségében kaingang és kaaguara őslakosok éltek. A mai Taquara, Igrejinha, és Três Coroas vidékét 1814-ben kapta meg Antônio Borges de Almeida Leães királyi földadományként (sesmaria), azonban elszigeteltsége miatt ekkor még nem érkeztek telepesek. 1845-ben a területet felvásárolta Monteiro és Eggers gyarmatosító társasága, és kolóniát alapított Santa Maria do Mundo Novo néven. Ennek Alta Santa Maria részén alakult ki később Três Coroas. 1851-ben Alta Santa Mariára németek érkeztek, majd később olaszok és portugálok is letelepedtek. Több kisebb településmag alakult (Sander, Quilombo, Sehnen Eck), a telepesek fűrészmalmot építettek, rizset kezdtek termeszteni.
1904-ben Taquara kerületévé nyilvánították (amely 1886-ban függetlenedett Santo Antônio da Patrulha községtől) Mundo Novo néven. A 20. század elején élelmiszerbolt, sörfőzde, dugógyár, cipőgyár nyílt, 1929-ben pedig felavatták a Taquara–Canela vasutat, amely Mundo Novot is érintette. 1944-ben a kerületet átnevezték Três Coroasra. 1956-ban hidat építettek a Paranhanán. 1959-ben kivált Taquaraból, és önálló községgé alakult.

## Leírása
Székhelye Três Coroas, további kerületei nincsenek. A Paranhana folyó völgyében (a Rio dos Sinos mellékfolyója) fekszik; területe dombos, hegyes, de a községközpont mindössze 56 méter tengerszint feletti magasságon fekszik, Porto Alegretől 60 kilométerre északkeletre. Éghajlata nedves szubtrópusi (Cfa). Gazdaságának fő ága az ipar, ebből kiemelkedik a cipőgyártás.
Fő látványossága a Khadro Ling tibeti buddhista templom és kolostor, az amerikai kontinens első ilyen létesítménye. Természeti látványosságai közé tartoznak a vízesések, zuhatagok; a „zöld városnak” (Cidade Verde) is nevezik. Az Armindo Lauffer által létesített helyi történelmi múzeum Rio Grande do Sul egyik legteljesebb európai gyarmatosítással foglalkozó gyűjteményét tartalmazza.